# Paweł Arndt
Paweł Antoni Arndt (Gniezno; 21 de Janeiro de 1954 —) é um político da Polónia. Ele foi eleito para a Sejm em 25 de Setembro de 2005 com 6546 votos em 37 no distrito de Konin, candidato pelas listas do partido Platforma Obywatelska.
Ele também foi membro da Sejm 1997-2001.